# Ali Sürmeli
Ali Sürmeli est un acteur turc né en 1959.

## Filmographie

### Cinéma
- 1983 : Beyaz ölüm
- 1988 : Dönüs
- 1988 : Gece dansi tutsaklari : Ahmet
- 1995 : Babam askerde
- 1995 : The Man in the Street
- 1998 : Karisik pizza
- 1998 : Kaçiklik diplomasi
- 2000 : Filler ve Çimen : Camoka
- 2001 : Sellâle : Süleyman
- 2002 : Son
- 2006 : Ankara cinayeti
- 2006 : Eve giden yol 1914 : Servet Aga
- 2006 : L'exam : Selcuk
- 2006 : Umut adasi : Havas
- 2007 : L'ange blanc : Zeki
- 2008 : Bahoz : 69
- 2008 : Girdap : Salman
- 2009 : Güneşi Gördüm : Nedim
- 2009 : Kolpaçino : Ates
- 2010 : Takiye: Allah yolunda : Hodscha
- 2010 : Five Minarets in New York de Mahsun Kırmızıgül
- 2012 : Acliga Doymak : Ahmet
- 2012 : Bir ses böler geceyi
- 2015 : Mucize : Haydar
- 2016 : Babalarin Babasi : Mahmut
- 2016 : Somuncu Baba: Askin Sirri
- 2017 : Vezir Parmagi : Müstesna
- Date inconnue : Son Oyun

### Télévision

#### Séries télévisées
- 1986 : Olacak O Kadar
- 1994 : Kurtulus : Lieut. Refik Bey
- 1999 : Deli Yürek : Turgay Atacan
- 2003 : Hürrem Sultan : Kanuni Sultan Süleyman
- 2003 : Kasabanin incisi
- 2005 : Aska sürgün : Adali
- 2006 : Yagmurdan sonra : Vendor Karuzo
- 2008 : Baba ocagi : Seyfi
- 2009-2012 : Kurtlar Vadisi: Pusu : Zaza
- 2014 : Beyaz Karanfil : Osman

#### Téléfilms
- 2008 : Hosça kal Güzin : Muhittin
- 2016 : Hayat çizgisi: Suriye